# Orrön Energy
Orrön Energy AB (ehemals Lundin Energy AB) ist ein Schwedisches Unternehmen für erneuerbare Energien. Es ist Teil der Lundin-Unternehmensgruppe und an der Börse Stockholm gelistet („ORRON“). Das Unternehmen entstand nach einer Ausgliederung der Unternehmenswerte und -aktivitäten im Sektor der erneuerbaren Energien, nach der Übernahme von Lundin Energy durch Aker BP im Jahr 2022.

## Geschichte
Orrön Energy wurde 2022 gegründet, seine Wurzeln liegen im schwedischen Unternehmen Lundin Energy und dem Anfang der 2000er Jahre gegründeten Vorgängerunternehmen Lundin Petroleum.
Das Öl- und Gasgeschäft von Lundin Energy wurde im Jahr 2022 von Aker BP im Rahmen einer Transaktion für rund 12 Mrd. Euro vollständig übernommen und in mehreren Phasen mit dem Geschäft von Aker fusioniert. Im Rahmen der Transaktion und nach der Abspaltung des Öl- und Gasgeschäftes wurde Orrön Energy mit den erneuerbaren Energieanlagen und -aktibitäten von Lundin Energy im Juli 2022 offiziell ausgegründet und so zum neuen erneuerbaren Energievehikel innerhalb der Lundin-Unternehmensgruppe. Orrön Energy behielt Mitglieder des Vorstands und des Managementteams von Lundin Energy an Bord, die über Kenntnisse im Bereich der erneuerbaren Energien verfügten. Bis zum Ende desselben Jahres erweiterte Orrön sein Portfolio von 300 auf 800 GWh Produktionskapazität.

## Unternehmensstruktur
Orrön Energy wird seit 2022 von Geschäftsführer Daniel Fitzgerald geleitet.

### Finanzen
| Zahlen               | 2019  | 2020  | 2021  | 2022  |
| -------------------- | ----- | ----- | ----- | ----- |
| Umsatz (in Mio. USD) | 2.159 | 2.533 | 5.453 | 3.643 |
| Ergebnis vor Steuer  | 1.674 | 1.274 | 3.386 | 3.239 |
| Jahresüberschuss     | 825   | 384   | 494   | 532   |

### Aktionärsstruktur
Orrön Energy ist im mehrheitlichen Besitz folgender Aktionäre (Stand 2022):
| Aktionär               | Anteil  |
| ---------------------- | ------- |
| Streubesitz            | 51,90 % |
| Nemesia                | 33,39 % |
| Avanza Bank Holding    | 2,65 %  |
| Blackrock              | 2,06 %  |
| E. Öhmann J. (Gründer) | 1,90 %  |

## Portfolio
Das Unternehmen besitzt Windparks und ein Wasserkraftwerk in den nordischen Ländern und entwickelt neue Projekte für Solar- und Batteriespeicherlösungen in den nordischen Ländern, Deutschland, Frankreich und Großbritannien.
Orrön Energy betreibt drei Kraftwerke in den nordischen Ländern: Den Windpark Metsalamminkangas (MLK) in Finnland, der 2022 in Betrieb genommen wurde, das Wasserkraftwerk Leikanger in Norwegen, das vollständig in Betrieb ist, und den Windpark Karskruv in Südschweden, der sich noch in der Entwicklung befindet.

## Belege
1. ↑  Orron Energy AB. Abgerufen am 24. Juli 2023 (englisch).
2. ↑  Archana Rani: Aker BP completes $14bn acquisition of Lundin Energy’s E&P business. In: Offshore Technology. 1. Juli 2022, abgerufen am 25. Juli 2023 (amerikanisches Englisch).
3. ↑  About us. In: Orron Energy. Abgerufen am 25. Juli 2023 (amerikanisches Englisch).
4. ↑  ORRON ENERGY AB SK-,01: aktueller Kurs und Nachrichten - FAZ.NET. Abgerufen am 25. Juli 2023.
5. ↑  Lundin Energy sets first-ever guidance for renewables business. 20. Juni 2022, abgerufen am 24. Juli 2023.
6. ↑  Orrön Energy expands into the UK and secures grid connections for early-stage greenfield development. 28. März 2023, abgerufen am 24. Juli 2023.
7. ↑  Orrön Energy AB (publ) : Aktionäre Vorstände Geschäftsführer und Unternehmensprofil | 729364 | SE0000825820 | MarketScreener. Abgerufen am 24. Juli 2023.